# 尼奥 (阿列日省)
尼奥（法語：Niaux）是法国阿列日省的一个市镇，属于富瓦区（Foix）阿里耶格河畔塔拉斯孔县（Tarascon-sur-Ariège）。该市镇2009年时的人口为165人。

## 人口
尼奥人口变化图示
| 数据来源：INSEE |